# Holorusia albovittata
Holorusia albovittata är en tvåvingeart som först beskrevs av Macquart 1838.  Holorusia albovittata ingår i släktet Holorusia och familjen storharkrankar. Inga underarter finns listade i Catalogue of Life.